# パウルス・ファン・ベレステインの肖像
『パウルス・ファン・ベレステインの肖像』（パウルス・ファン・ベレステインのしょうぞう、仏: Portrait de Paulus van Beresteyn, 英: Portrait of Paulus van Beresteyn）、または『ハールレムの弁護士パウルス・ファン・ベレステイン』（ハールレムのべんごしパウルス・ファン・ベレステイン、仏: Paulus Van Beresteyn, homme de loi à Haarlem, 英: Paulus Van Beresteyn, Lawyer in Haarlem）は、17世紀オランダ黄金時代のハールレムの巨匠フランス・ハルスが1619-1620年にキャンバス上に油彩で描いた絵画である。1885年に購入されて以来、パリのルーヴル美術館に所蔵されている。

## 作品

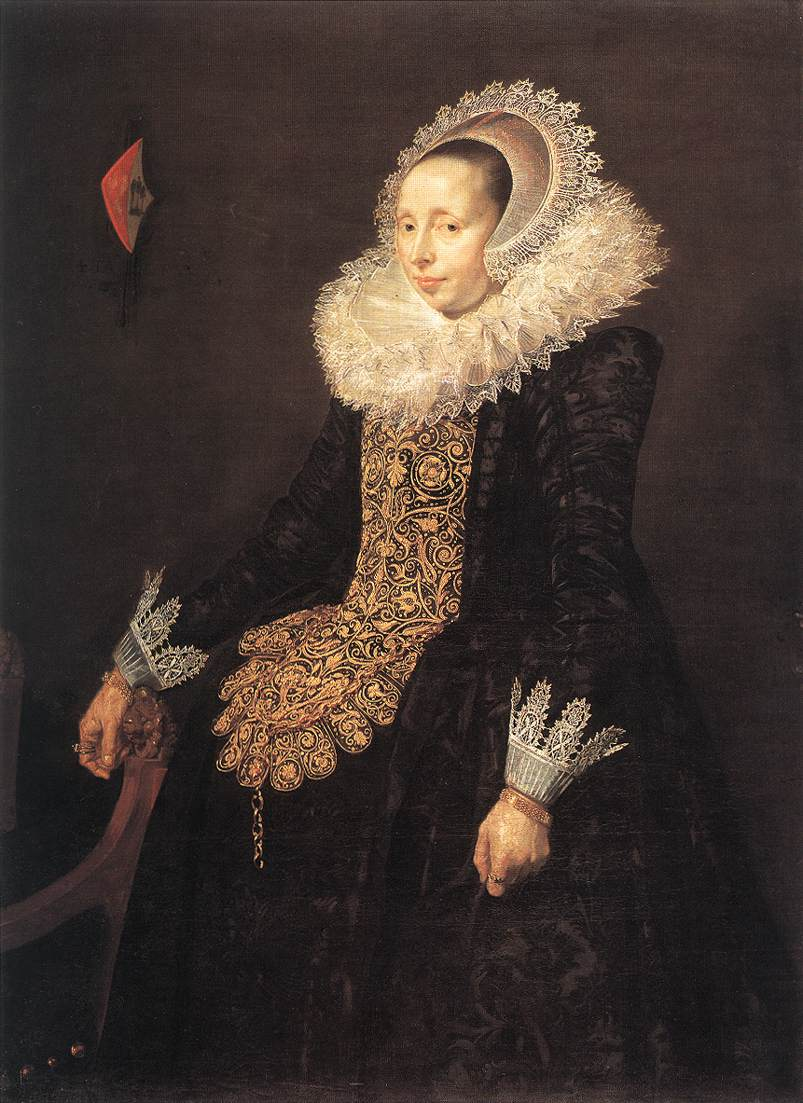
フランス・ハルス周辺の画家『カタリーナ・ボト・ファン・デル・エームの肖像』 (1620年)、ルーヴル美術館、パリ

この絵画は、ほぼ等身大の貴族の男性の立ち姿を4分の3正面観で捉えた、膝までの肖像画である。主に彼の上衣の壮麗な描写に重きが置かれている。画面右上の紋章により、この男性がハールレムの弁護士パウルス・ファン・ベレステインであることがわかる。ハルスは微妙な光の効果を用いることで、極上の装いで威厳たっぷりにポーズを取る貴族を生き写しのように見せている。目もくらむような白い飾り襟がパウルスの顔にさらなる光彩を与え、その顔を輝かせている。
紋章には「Aetat. suae 40 1629」という1629年の年記とパウルス・ファン・ベレステインの40歳という年齢が記されている。しかし、この絵画は、おそらくパウルスが1619年12月にカタリーナ・ボト・ファン・デル・エーム (Catarina Both van der Eem) と3度目の結婚をした際に描かれたものであろう。この肖像画と対になる彼女の肖像画も、ルーヴル美術館に所蔵されている。あるいは、この肖像画は、パウルスが1618年に2度目の結婚をした際に描かれたのかもしれない。彼の2番目の妻は同年に死去している。
いずれにしても、本作の彼は30歳くらいに見える上に、作風からも1618-1620年の制作であると見られる。画面の年記は、知られていない理由で作品が完成した後に加えられたものであろう。